# Carl Johan Ström

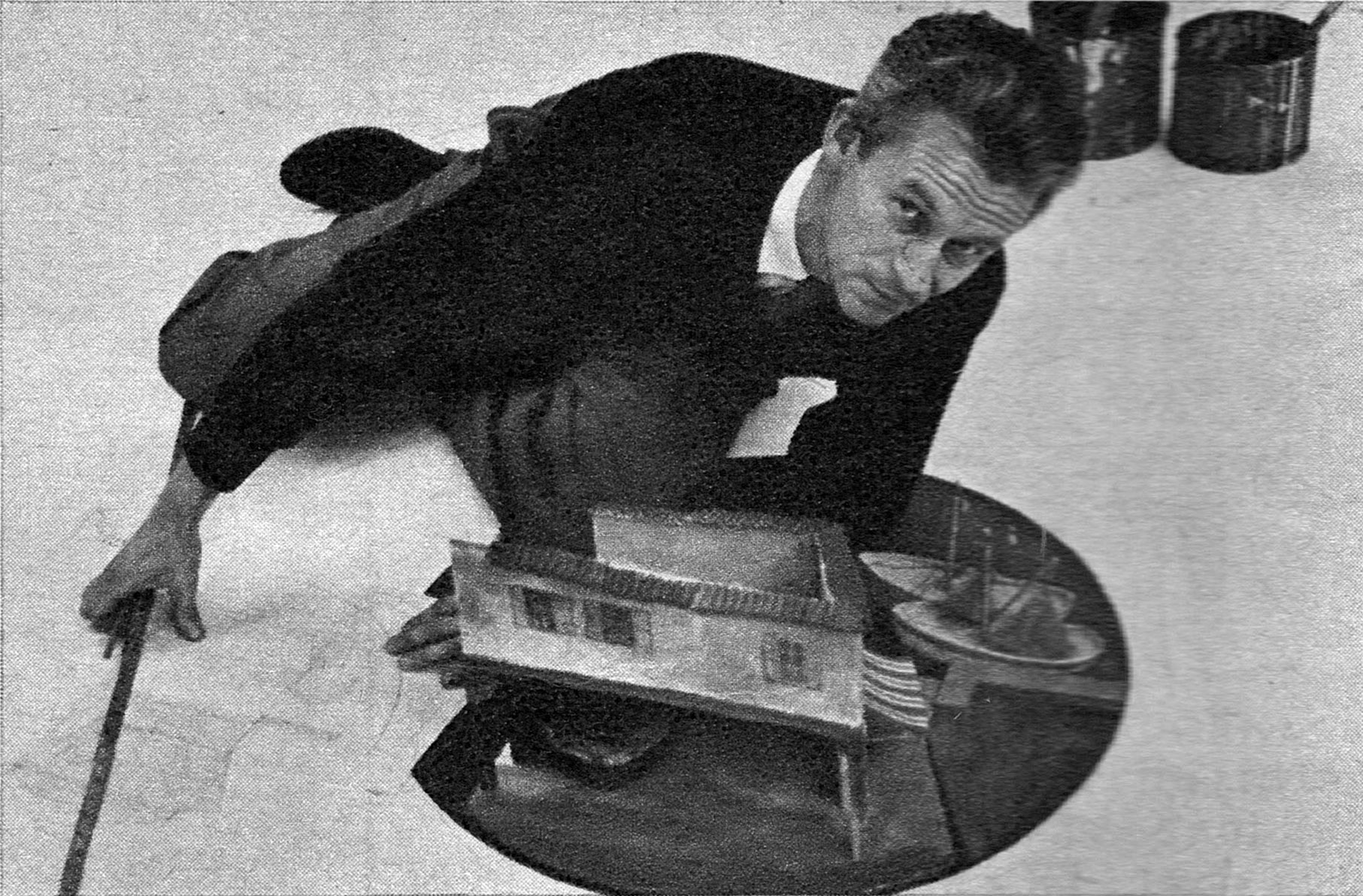
Carl Johan Ström, omkring 1967.

Carl Johan Ström, född 5 maj 1914 i Düsseldorf, död 20 mars 1992 i Oscars församling, Stockholm, var en svensk regissör och scenograf. 
Ström genomgick Slöjdföreningens skola i Göteborg 1931–1935. Han genomförde några studieresor till bland annat Paris, Italien, Tyskland och England för att studera dekorations och teatermåleri. Han tilldelades 1955 ett stipendium från Kungafonden och ett statligt arbetsstipendium 1964. Han var anställd av Sandro Malmquist på den nystartade Nya Teatern i Stockholm 1936–1938 innan han engagerades som scenograf vid Göteborgs stadsteater (där hans far också var scenograf) 1941 och blev chef för teaterns dekorationsateljé 1944. Han lämnade Göteborg 1960 för en anställning som dekorationschef vid Stockholms stadsteater. Han medverkade i Djurgårdsmässans teaterutställning Offentliga nöjen som visades på Liljevalchs konsthall 1951. Carl Johan Ström är representerad bland annat vid Scenkonstmuseet. Han är gravsatt i minneslunden på Lidingö kyrkogård.
Han var son till Knut Ström och Anna Karolina Holmberg och från 1942 gift med skådespelerskan Ann-Mari Lindahl samt far till Ted Ström och konstnären Carl-Mikael Ström och bror till Lillanna Söderberg.

## Teater

### Regi
| År   | Produktion       | Upphovsmän     | Teater                 |
| ---- | ---------------- | -------------- | ---------------------- |
| 1962 | Sagoprinsen      | Vilhelm Moberg | Stockholms stadsteater |
| 1963 | Lax, lax, lerbak | Alf Henrikson  | Stockholms stadsteater |

### Scenografi och kostym
| År   | Produktion                                                                                     | Upphovsmän                                                              | Regi                 | Teater                                   | Noter                 |
| ---- | ---------------------------------------------------------------------------------------------- | ----------------------------------------------------------------------- | -------------------- | ---------------------------------------- | --------------------- |
| 1936 | Mjölnarprinsen Skyddsängeln                                                                    | Zacharias Topelius                                                      | Sandro Malmquist     | Nya Teatern                              | Scenografi            |
| 1946 | Caligula                                                                                       | Albert Camus                                                            | Ingmar Bergman       | Göteborgs stadsteater, 29 november 1946  | Scenografi            |
| 1947 | Dagen slutar tidigt                                                                            | Ingmar Bergman                                                          | Ingmar Bergman       | Göteborgs stadsteater, 12 januari 1947   | Scenografi            |
| 1947 | Magi                                                                                           | Gilbert Keith Chesterton                                                | Ingmar Bergman       | Göteborgs stadsteater                    | Scenografi            |
| 1947 | Ett drömspel                                                                                   | August Strindberg                                                       | Olof Molander        | Göteborgs stadsteater, 13 september 1947 | Scenografi            |
| 1948 | Dans på bryggan                                                                                | Björn-Erik Höijer                                                       | Ingmar Bergman       | Göteborgs stadsteater                    | Scenografi            |
| 1948 | Macbeth                                                                                        | William Shakespeare                                                     | Ingmar Bergman       | Göteborgs stadsteater, 12 mars 1948      | Scenografi            |
| 1948 | Tjuvarnas bal                                                                                  | Jean Anouilh                                                            | Ingmar Bergman       | Göteborgs stadsteater                    | Scenografi            |
| 1949 | En vildfågel                                                                                   | Jean Anouilh                                                            | Ingmar Bergman       | Göteborgs stadsteater                    | Scenografi            |
| 1949 | Spårvagn till lustgården A Streetcar Named Desire                                              | Tennessee Williams                                                      | Ingmar Bergman       | Göteborgs stadsteater                    | Scenografi            |
| 1950 | Guds ord på landet                                                                             | Ramón del Valle-Inclán                                                  | Ingmar Bergman       | Göteborgs stadsteater                    | Scenografi            |
| 1950 | Kärlek                                                                                         | Kaj Munk                                                                | Torsten Hammarén     | Göteborgs stadsteater, 24 november 1950  | Scenografi            |
| 1951 | Lysistrate                                                                                     | Aristofanes                                                             | Josef Halfen         | Göteborgs stadsteater 1 januari 1951     | Scenografi och kostym |
| 1951 | Den kaukasiska kritcirkeln Der kaukasische Kreidekreis                                         | Bertolt Brecht                                                          | Bengt Ekerot         | Göteborgs stadsteater, november 1951     | Scenografi            |
| 1952 | Den döda drottningen                                                                           | Henry de Montherlant                                                    | Bengt Ekerot         | Göteborgs stadsteater, 21 mars 1952      | Scenografi            |
| 1952 | Den yttersta dagen                                                                             | Stig Dagerman                                                           | Bengt Ekerot         | Göteborgs stadsteater, 11 oktober 1952   | Scenografi            |
| 1952 | Dans under stjärnorna                                                                          | Jean Anouilh                                                            | Helge Wahlgren       | Göteborgs stadsteater, hösten 1952       | Scenografi            |
| 1953 | Hamlet                                                                                         | William Shakespeare                                                     | Bengt Ekerot         | Göteborgs stadsteater, 9 september 1953  | Scenografi och kostym |
| 1954 | Gustav III                                                                                     | August Strindberg                                                       | Bengt Lagerkvist     | Göteborgs stadsteater, 13 januari 1954   | Scenografi            |
| 1956 | Klaga månde Elektra Mourning Becomes Electra                                                   | Eugene O'Neill                                                          | Åke Falck            | Göteborgs stadsteater, 28 mars 1956      | Scenografi och kostym |
| 1957 | En skojares dagbok На всякого мудреца довольно простоты, Na vsjakogo mudreca dovol’no prostoty | Aleksandr Ostrovskij Översättning Astrid Bæcklund och Herbert Grevenius | Josef Halfen         | Lilla Teatern                            | Scenografi            |
| 1959 | Ljuva ungdomstid Ah, Wilderness                                                                | Eugene O'Neill                                                          | Sam Besekow          | Göteborgs stadsteater                    |                       |
| 1961 | Lysistrate                                                                                     | Aristofanes                                                             | Hans Dahlin          | Stockholms stadsteater                   | Scenografi            |
| 1962 | Sagoprinsen                                                                                    | Vilhelm Moberg                                                          | Carl Johan Ström     | Stockholms stadsteater                   | Scenografi            |
| 1963 | Lax, lax, lerbak                                                                               | Alf Henrikson                                                           | Carl Johan Ström     | Stockholms stadsteater                   | Scenografi            |
| 1966 | Sedan vi gått                                                                                  | Lars-Levi Laestadius                                                    | Lars-Levi Laestadius | Stockholms stadsteater                   | Scenografi            |
| 1968 | Bernardas hus                                                                                  | Federico Garcia Lorca                                                   | Bengt Ekerot         | Stockholms stadsteater                   | Scenografi            |
| 1969 | Spelman på taket Fiddler on the Roof                                                           | Sheldon Harnick, Joseph Stein och Jerry Bock                            | Henny Mürer          | Stockholms stadsteater                   | Scenografi            |
| 1972 | En lycklig tilldragelse                                                                        | Sławomir Mrożek                                                         | Lars Edström         | Stockholms stadsteater                   | Scenografi            |
| 1974 | Bröllopsfesten The Wedding Feast                                                               | Arnold Wesker Översättning Carl-Edvard Nattsén och Arne Rudskoger       | Gun Arvidsson        | Stockholms stadsteater                   | Scenografi            |

### Fotnoter
1. ↑  ”Musikverkets databas över arkiv, föremål och föreställningar”. calmview.musikverk.se. http://calmview.musikverk.se/CalmView/default.aspx#_ga=2.135983601.1959824106.1510568779-2050440294.1510568779. Läst 14 november 2017.
2. ↑  FinnGraven
3. ↑  ”Skyddsängeln”. Musik- och Teaterbiblioteket. https://calmview.musikverk.se/CalmView/Record.aspx?src=CalmView.Performance&id=PERF13821&pos=750. Läst 3 mars 2025.
4. ↑  ”Caligula”. Stiftelsen Ingmar Bergman. http://ingmarbergman.se/verk/caligula. Läst 17 oktober 2015.
5. ↑  ”Magi”. Stiftelsen Ingmar Bergman. http://ingmarbergman.se/verk/magi. Läst 16 oktober 2015.
6. ↑  ”Dans på bryggan”. Stiftelsen Ingmar Bergman. http://ingmarbergman.se/verk/dans-på-bryggan. Läst 16 oktober 2015.
7. ↑  ”Macbeth”. Stiftelsen Ingmar Bergman. http://ingmarbergman.se/verk/macbeth-1. Läst 16 oktober 2015.
8. ↑  ”Tjuvarnas bal”. Stiftelsen Ingmar Bergman. http://ingmarbergman.se/verk/tjuvarnas-bal. Läst 16 oktober 2015.
9. ↑  ”En vildfågel”. Stiftelsen Ingmar Bergman. http://ingmarbergman.se/verk/en-vildfågel. Läst 17 oktober 2015.
10. ↑  ”Spårvagn till lustgården”. Stiftelsen Ingmar Bergman. http://ingmarbergman.se/verk/spårvagn-till-lustgården. Läst 17 oktober 2015.
11. ↑  ”Guds ord på landet”. Stiftelsen Ingmar Bergman. http://ingmarbergman.se/verk/guds-ord-på-landet. Läst 17 oktober 2015.
12. ↑  ”En skojares dagbok : skriven av honom själv”. Musik- och Teaterbiblioteket. https://calmview.musikverk.se/CalmView/Record.aspx?src=CalmView.Performance&id=PERF14292&pos=35. Läst 17 juli 2025.
13. ↑  ”Scenförändringar: Jubileum i Göteborg”. Dagens Nyheter:  s. 15. 21 augusti 1959. https://arkivet.dn.se/tidning/1959-08-21/225/15. Läst 26 september 2020.